# Thunbergia
Thunbergia Retz., 1780 è un genere di piante angiosperme della famiglia delle Acantacee, nativo delle zone orientali e meridionali dell'Africa.
Il nome del genere è un omaggio a Carl Peter Thunberg, botanico svedese soprannominato il padre della botanica sud-africana.

## Descrizione
È un rampicante erbaceo, con fiori la cui colorazione va dal bianco al giallo scuro. La gola dei fiori può essere rossa o viola.

## Tassonomia
Il genere comprende le seguenti specie:
- Thunbergia adenocalyx Radlk.
- Thunbergia affinis S.Moore
- Thunbergia alata Bojer ex Sims
- Thunbergia amoena C.B.Clarke

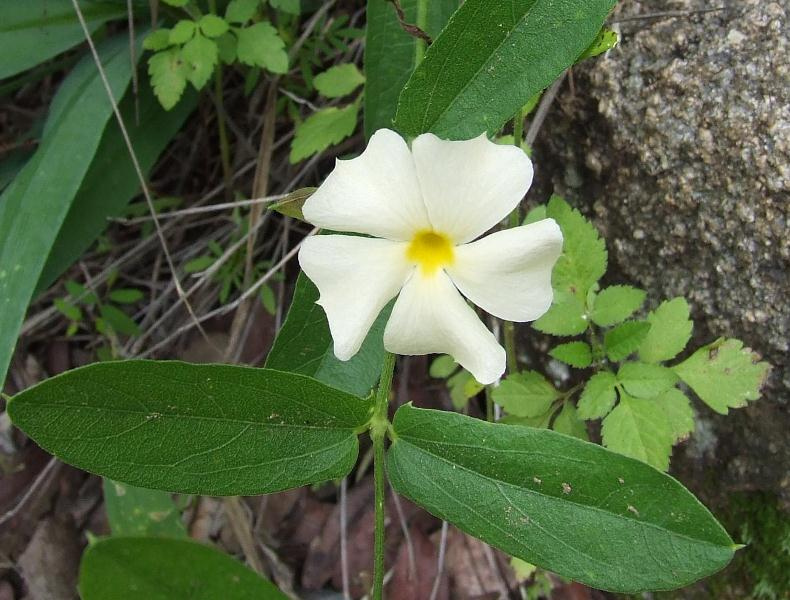
Thunbergia atriplicifolia

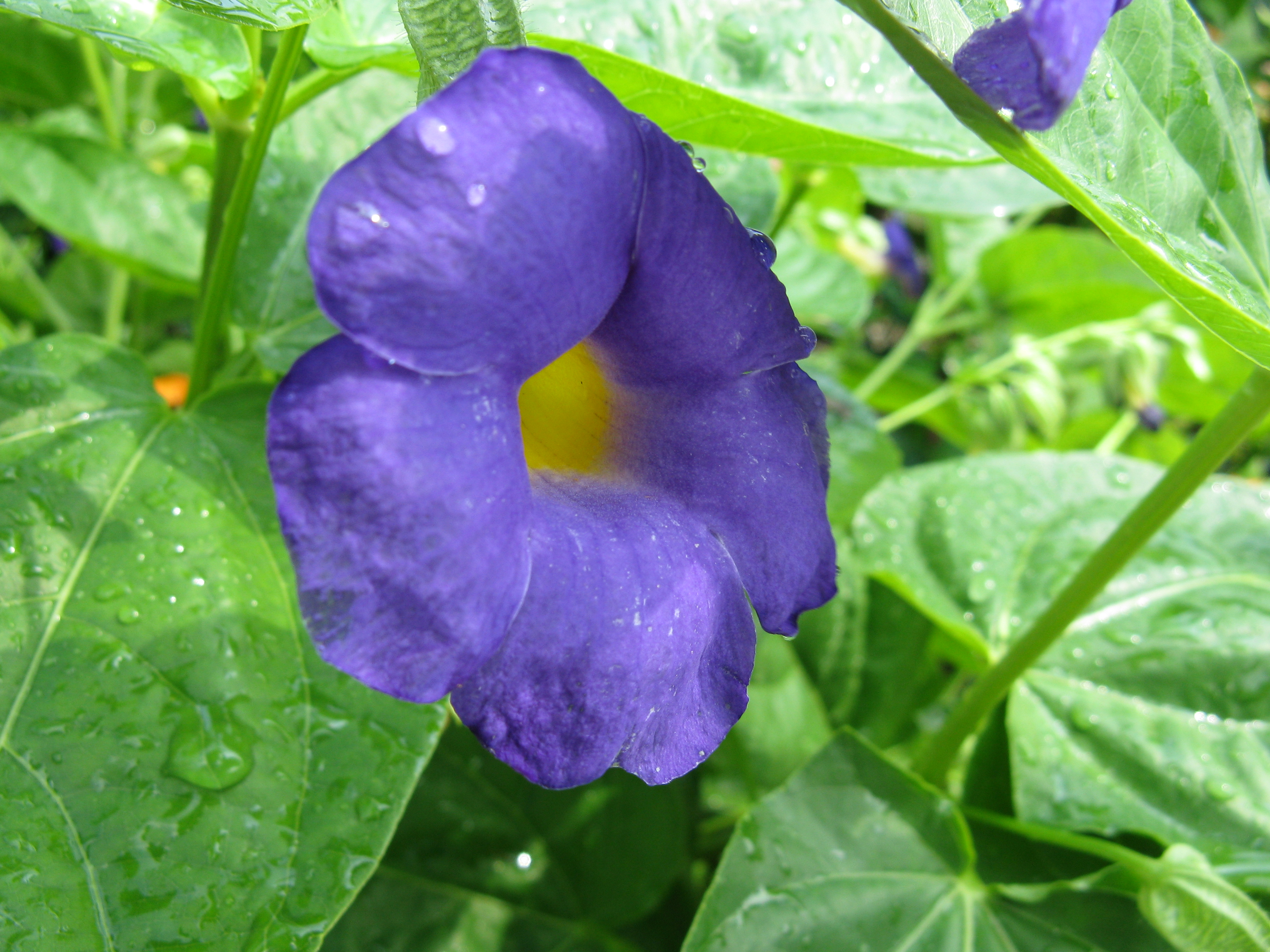
Thunbergia battiscombei

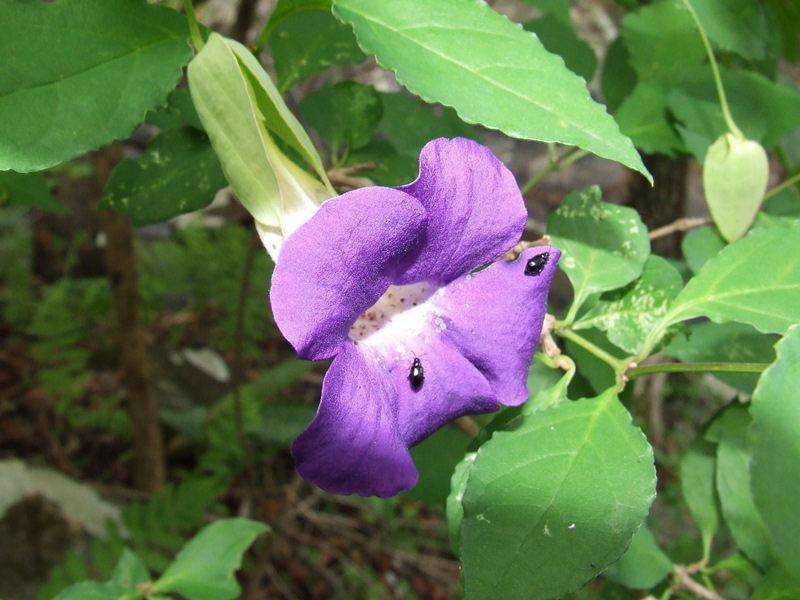
Thunbergia crispa

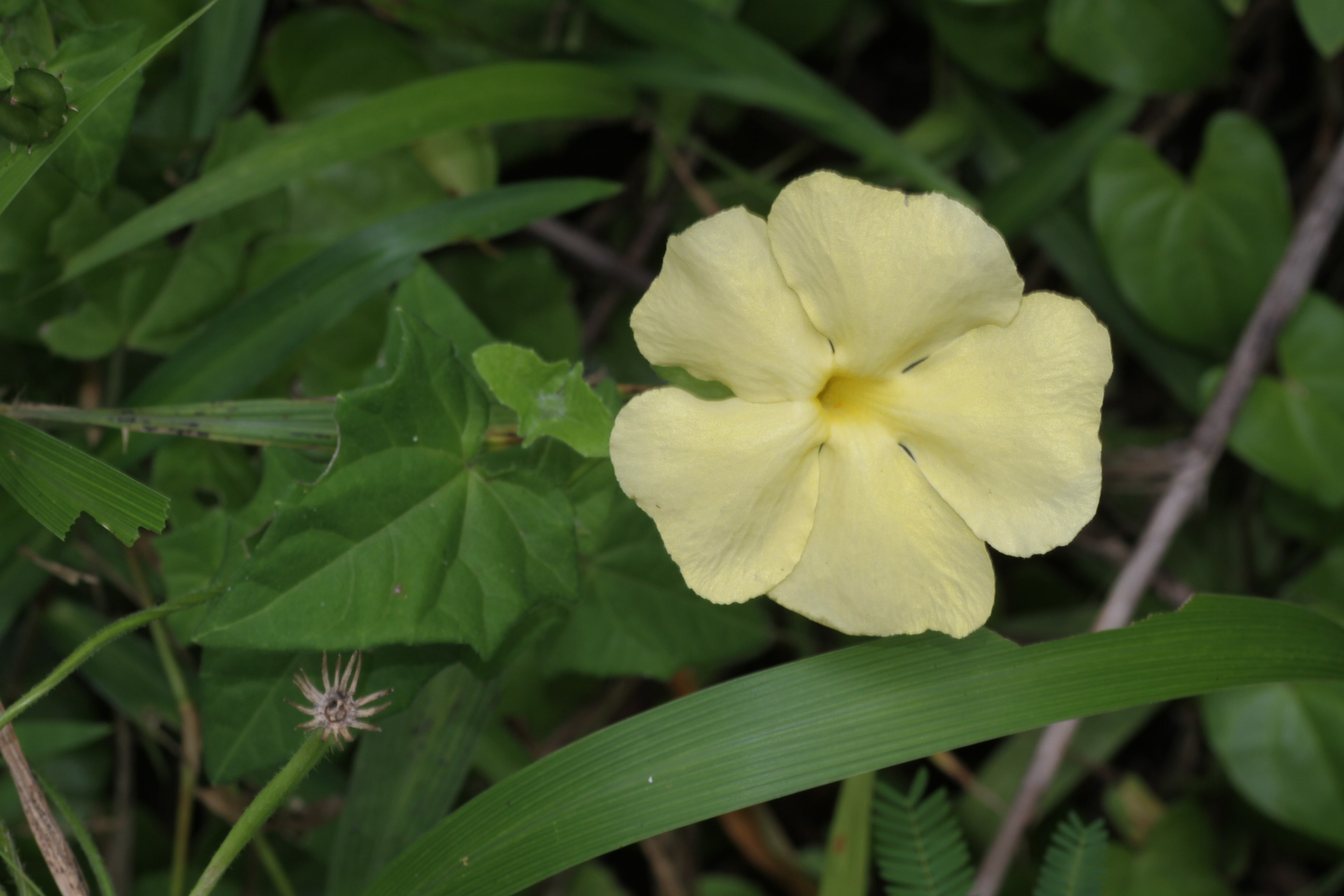
Thunbergia dregeana

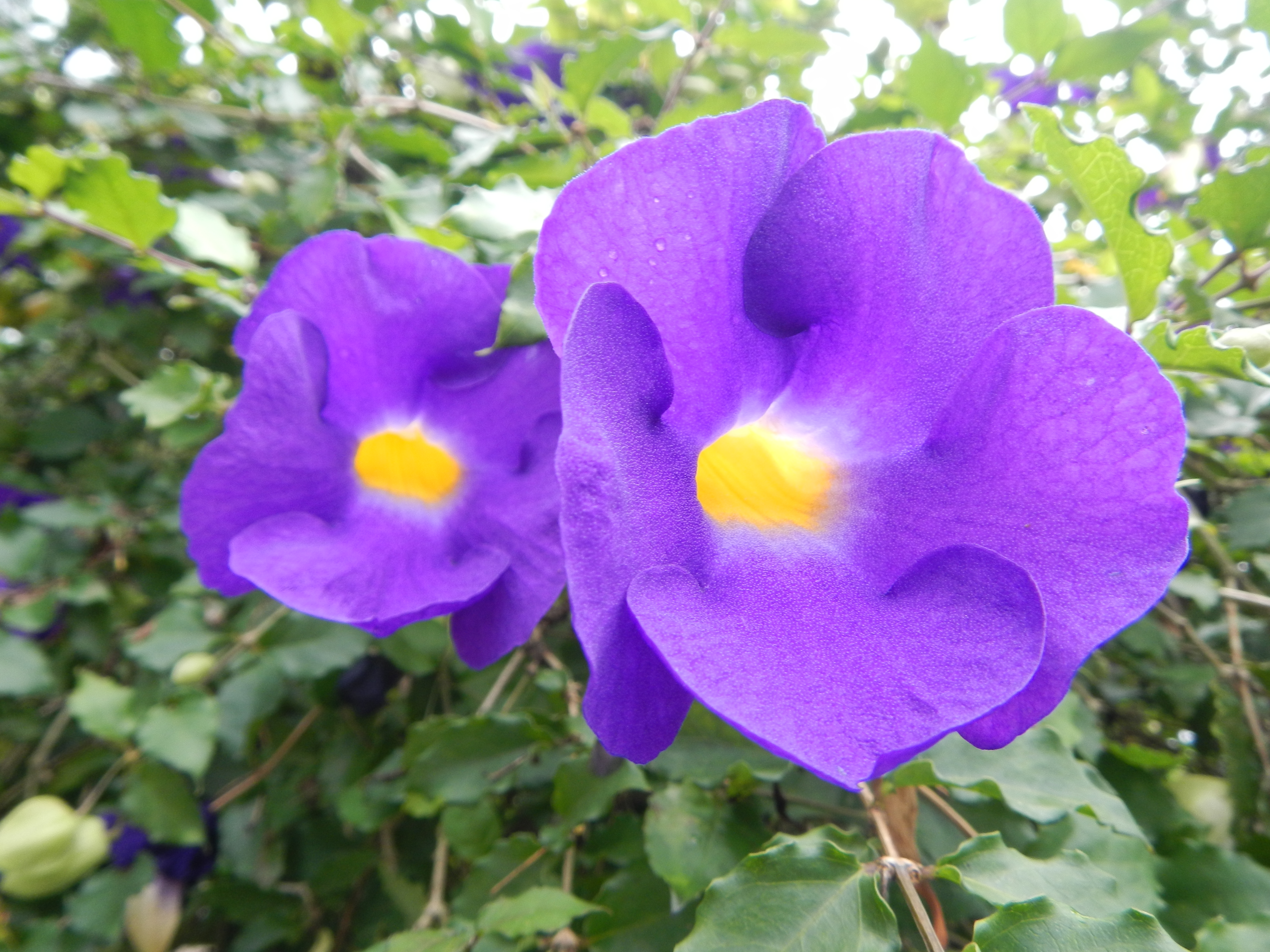
Thunbergia erecta

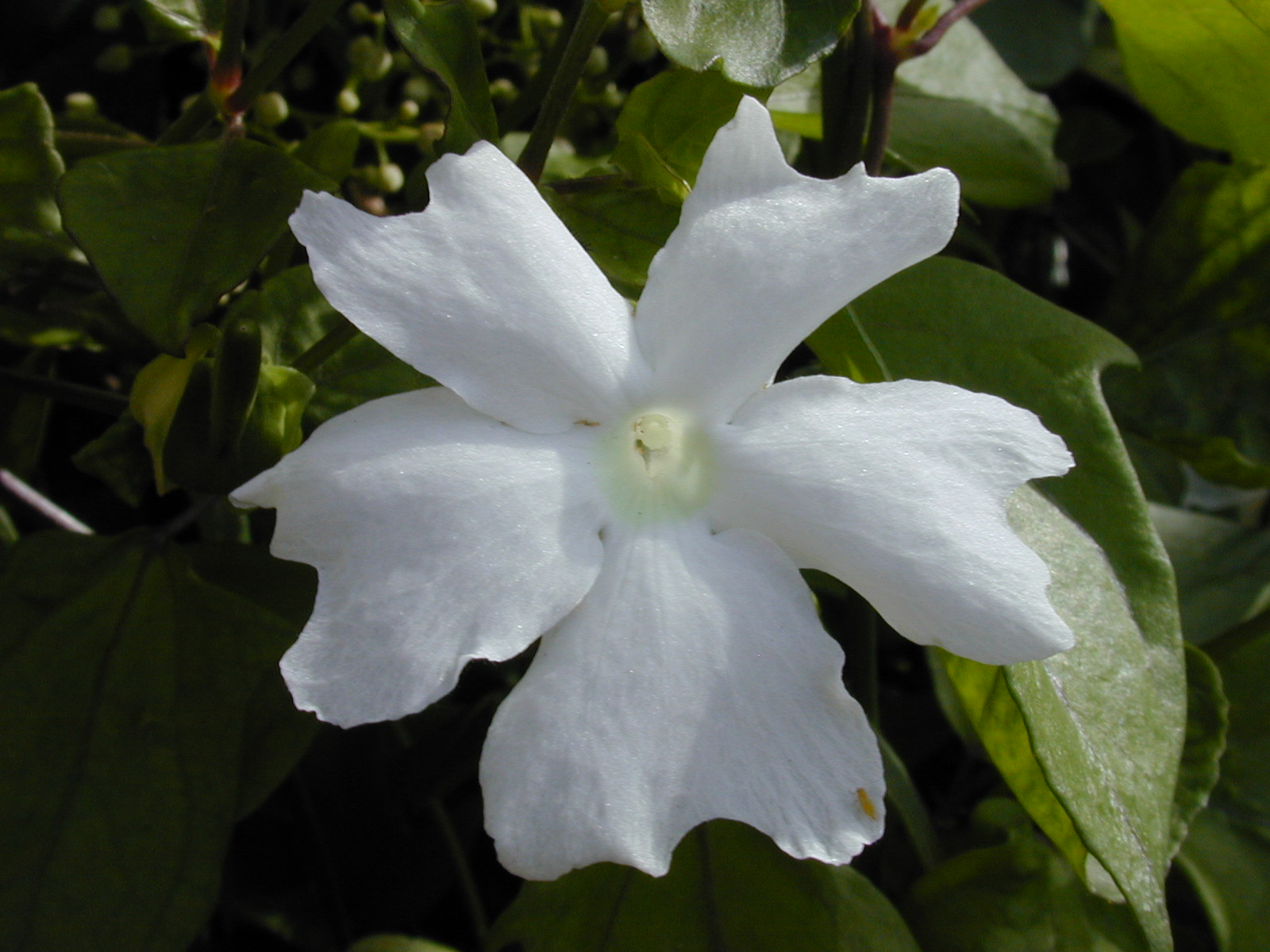
Thunbergia fragrans

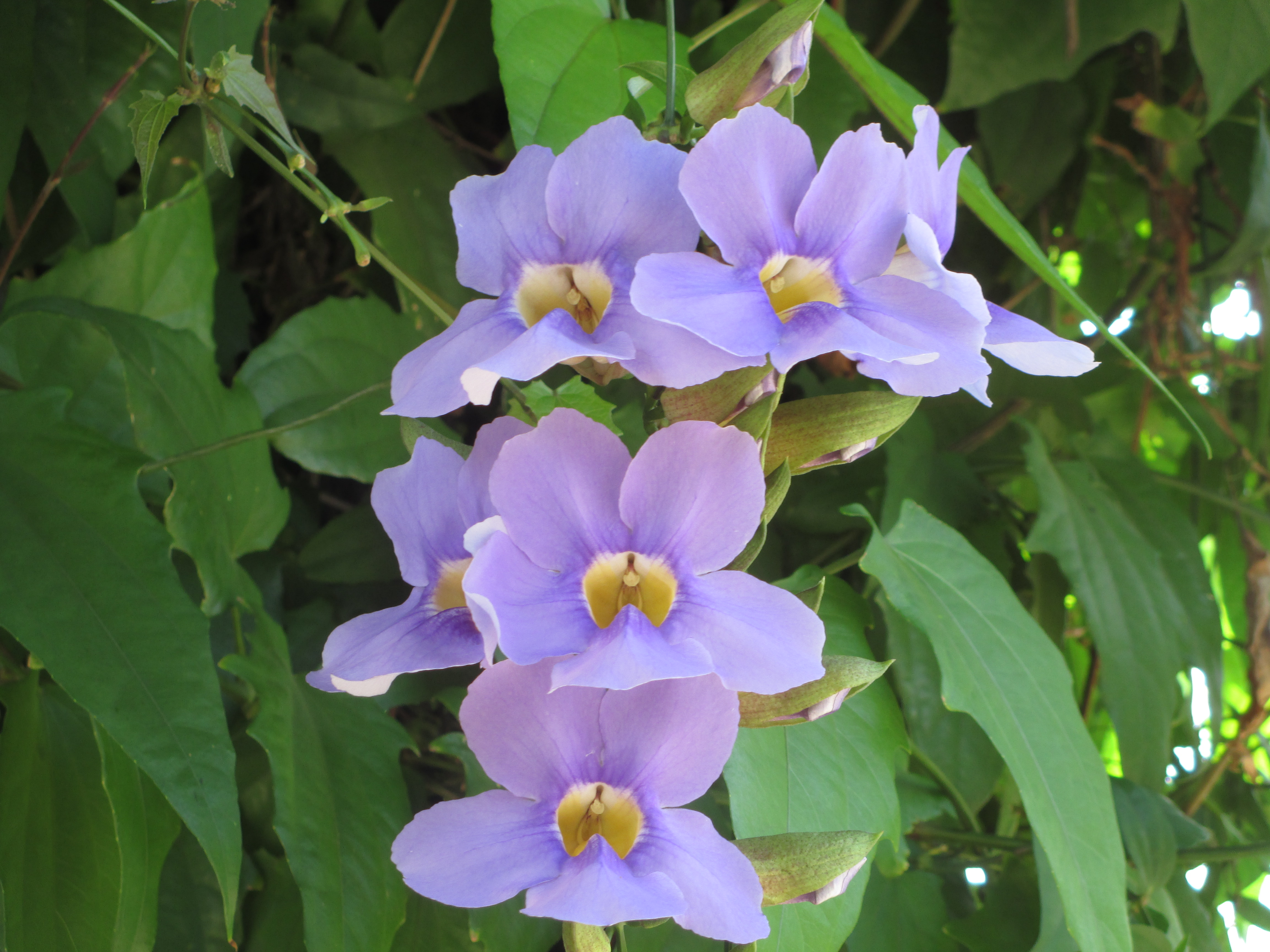
Thunbergia grandiflora

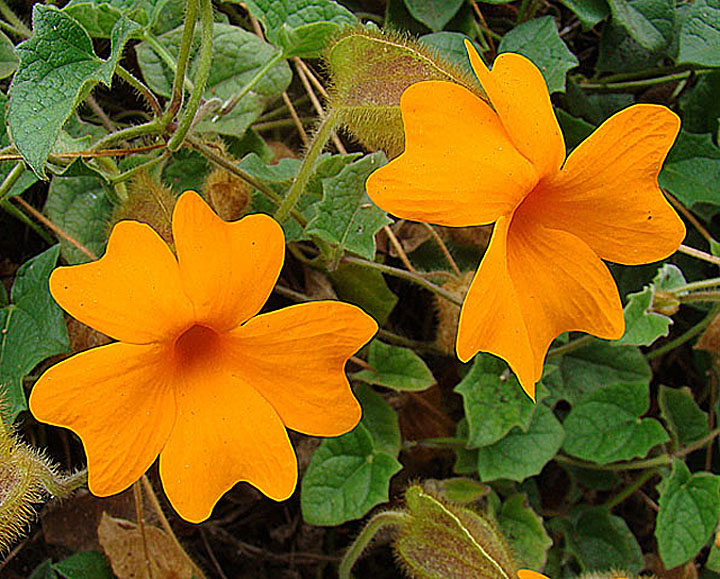
Thunbergia gregoryi

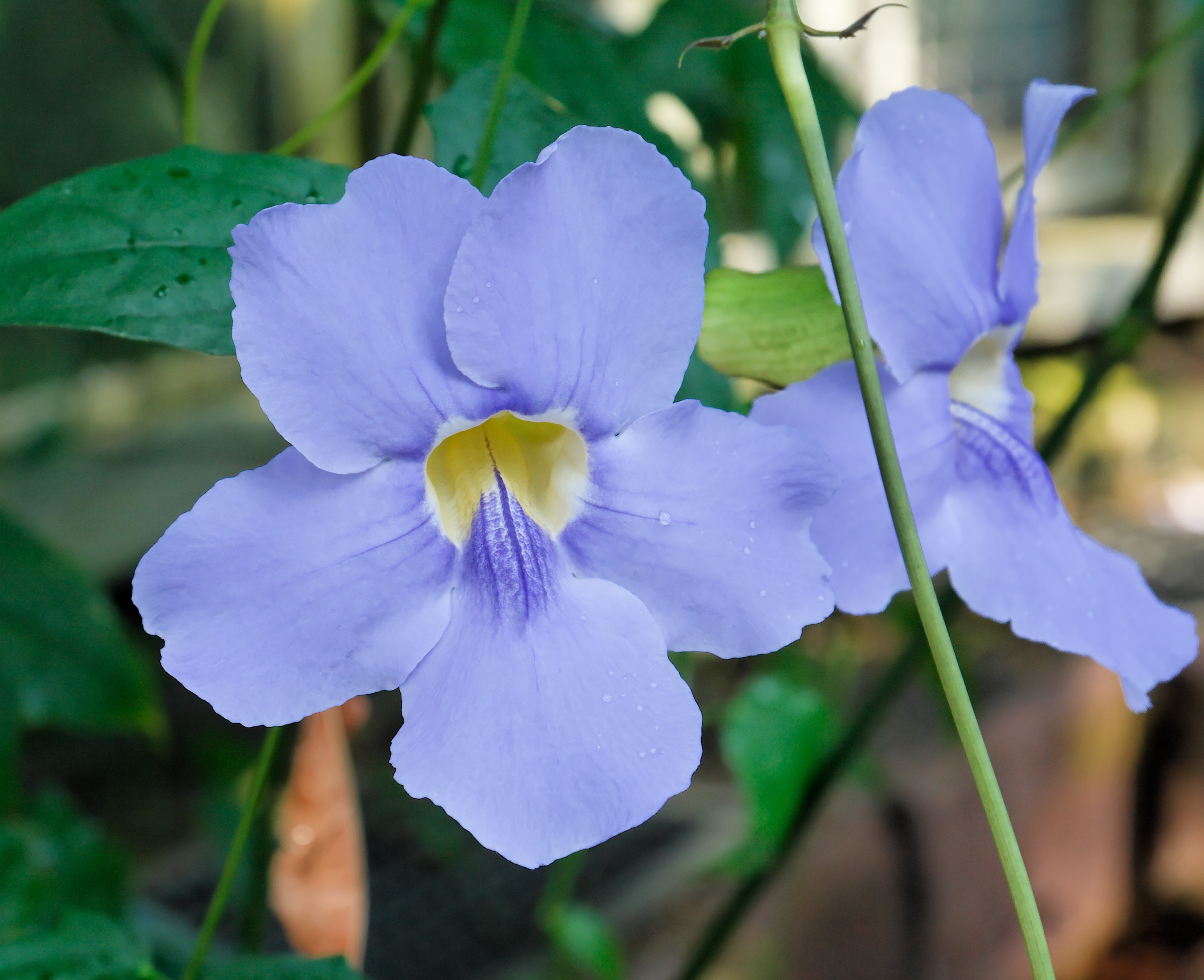
Thunbergia laurifolia

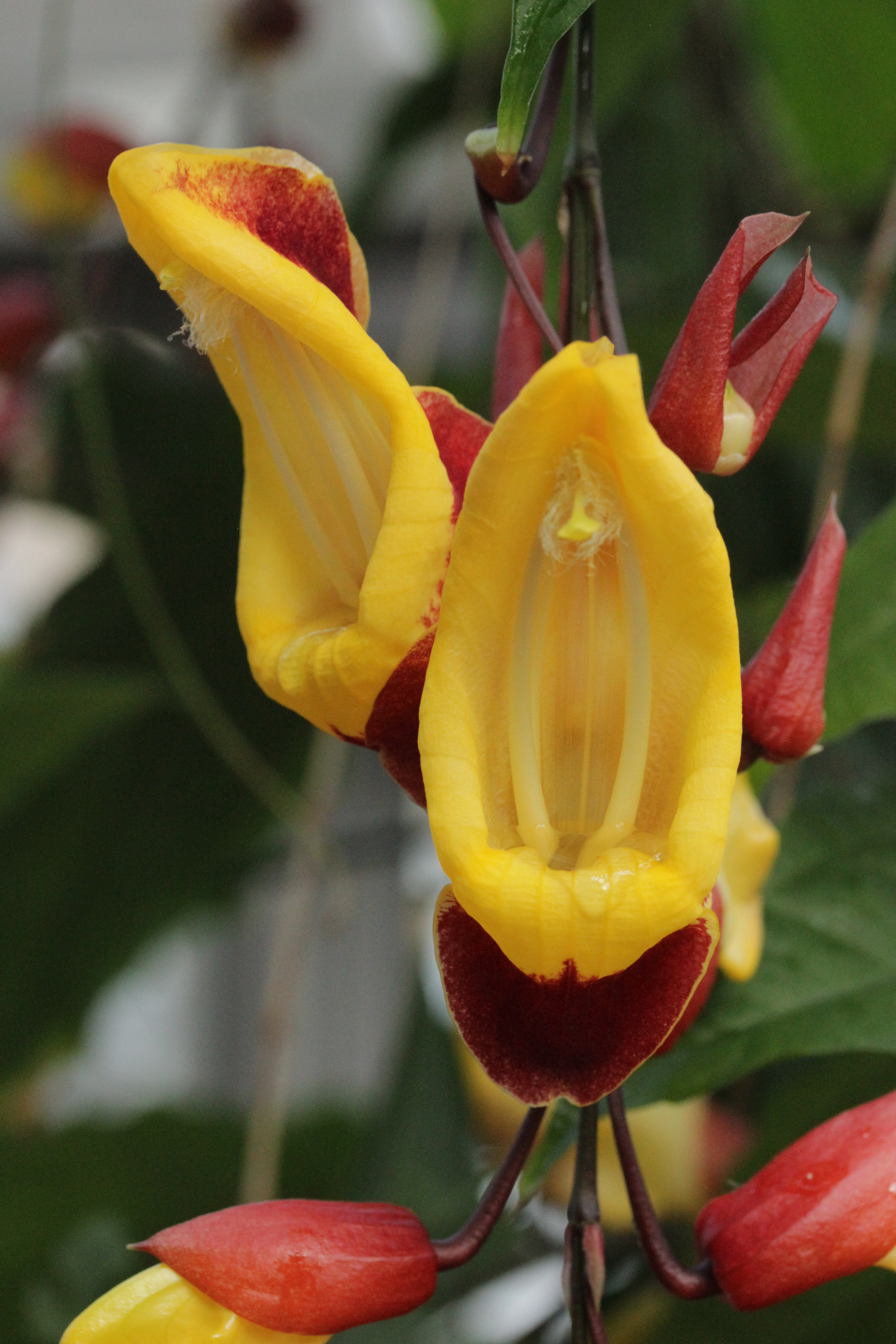
Thunbergia mysorensis

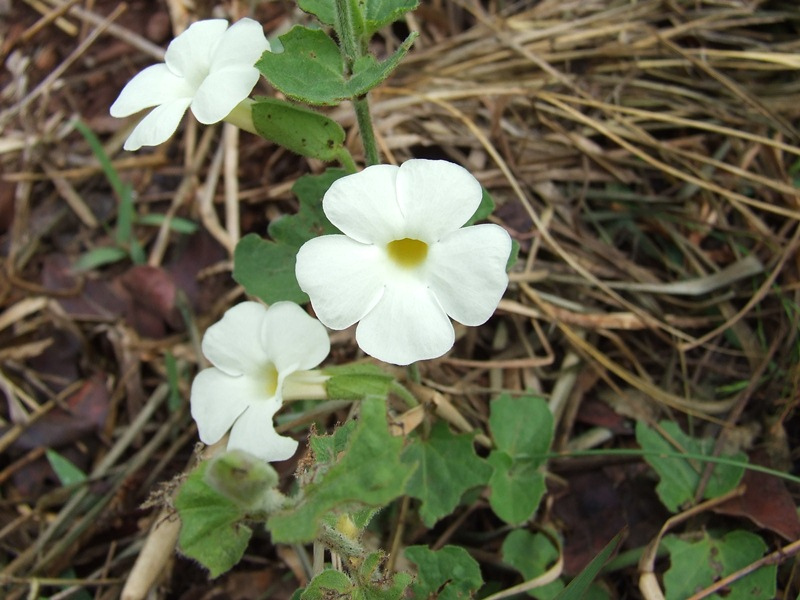
Thunbergia neglecta

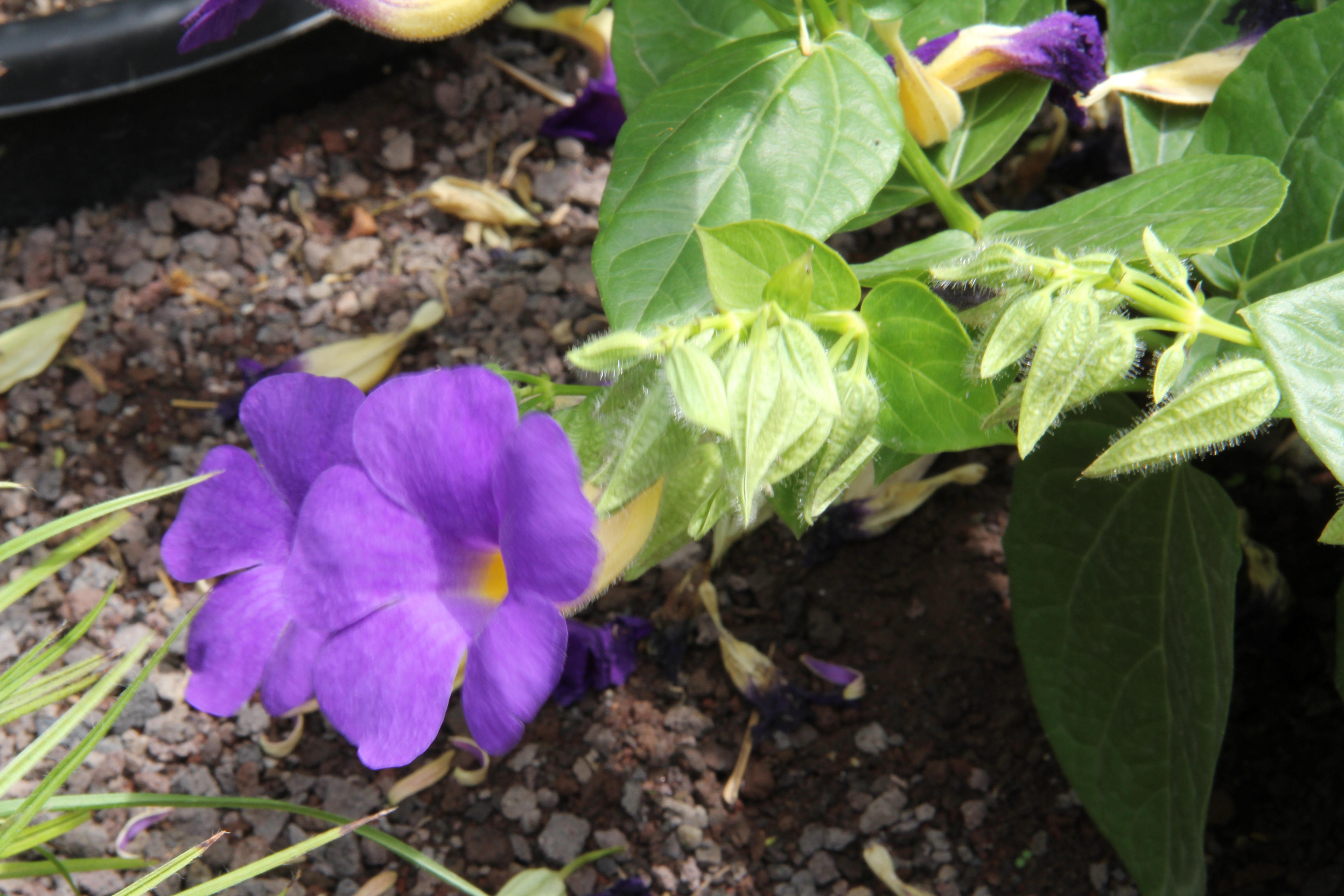
Thunbergia togoensis

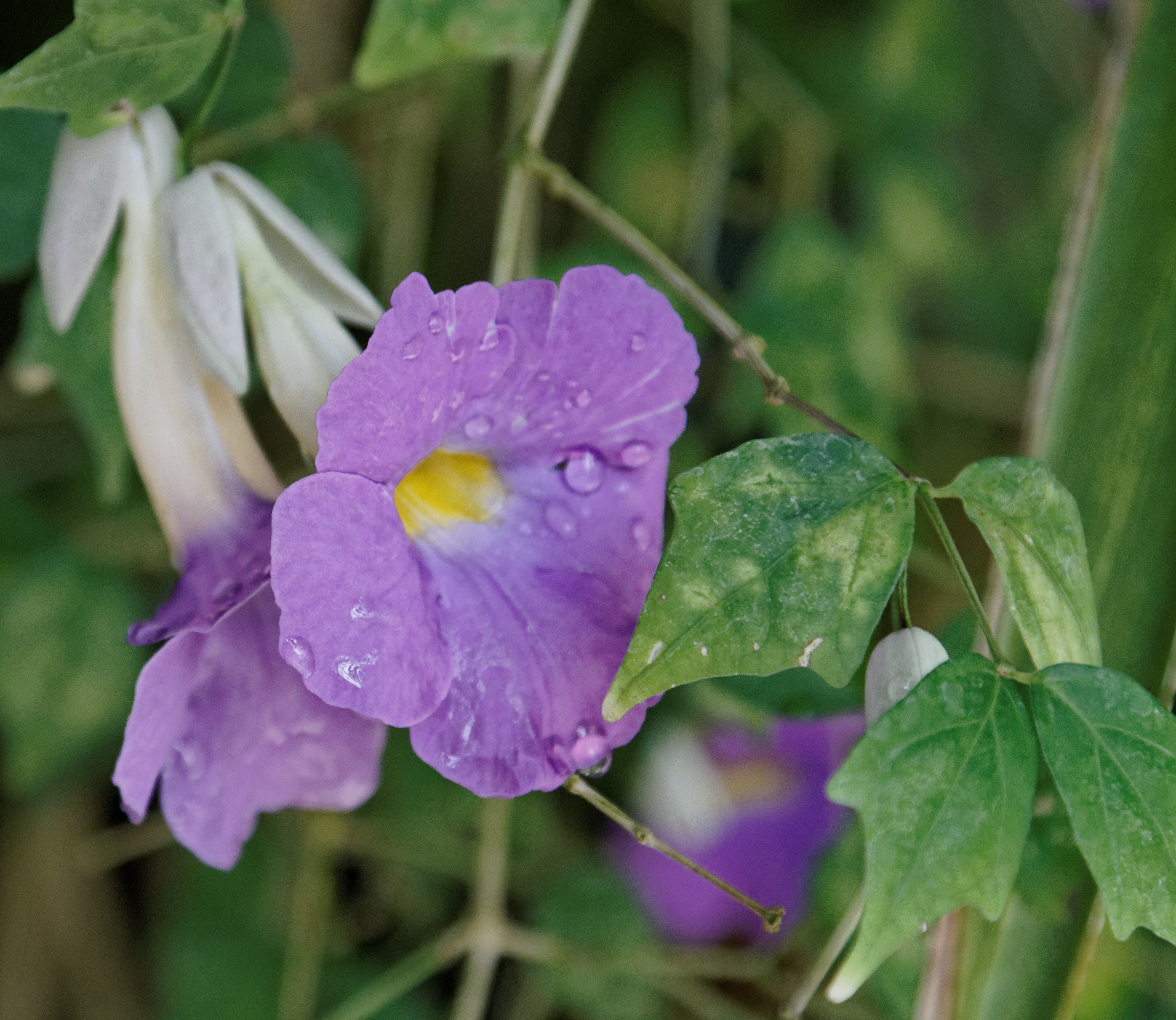
Thunbergia vogeliana

- Thunbergia amphaii Suwanph., K.Khamm., D.J.Middleton & Suddee
- Thunbergia anatina Benoist
- Thunbergia angolensis S.Moore
- Thunbergia angulata Hils. & Bojer ex Hook.
- Thunbergia annua Hochst. ex Nees
- Thunbergia armipotens S.Moore
- Thunbergia arnhemica F.Muell.
- Thunbergia atacorensis Akoègn. & Lisowski
- Thunbergia atriplicifolia E.Mey. ex Nees
- Thunbergia austromontana Vollesen
- Thunbergia bancana Bremek.
- Thunbergia barbata Vollesen
- Thunbergia batjanensis Bremek.
- Thunbergia battiscombei Turrill
- Thunbergia benguettensis Bremek.
- Thunbergia bianoensis De Wild. & Ledoux
- Thunbergia bicolor (Wight) Lindau
- Thunbergia bogoroensis De Wild.
- Thunbergia brachypoda Bremek.
- Thunbergia brachytyla Bremek.
- Thunbergia buennemeyeri Bremek.
- Thunbergia capensis Retz.
- Thunbergia celebica Bremek.
- Thunbergia chrysops Hook.
- Thunbergia ciliata De Wild.
- Thunbergia citrina Vollesen
- Thunbergia coccinea Wall. ex D.Don
- Thunbergia colpifera B.Hansen
- Thunbergia convolvulifolia Baker
- Thunbergia crispa  Burkill
- Thunbergia crispula Bremek.
- Thunbergia cuanzensis S.Moore
- Thunbergia cyanea Bojer ex Nees
- Thunbergia cycloneura Bremek.
- Thunbergia cycnium S.Moore
- Thunbergia cynanchifolia Benth.
- Thunbergia dasychlamys Bremek.
- Thunbergia dregeana C.Presl
- Thunbergia eberhardtii Benoist
- Thunbergia erecta (Benth.) T.Anderson
- Thunbergia erythraeae Schweinf. ex Lindau
- Thunbergia eymae Bremek.
- Thunbergia fasciculata Lindau
- Thunbergia fischeri Engl.
- Thunbergia fragrans Roxb.
- Thunbergia geoffrayi Benoist
- Thunbergia gibsonii S.Moore
- Thunbergia gossweileri S.Moore
- Thunbergia gracilis Benoist
- Thunbergia graminifolia De Wild.
- Thunbergia grandiflora Roxb.
- Thunbergia gregorii S.Moore
- Thunbergia guerkeana Lindau
- Thunbergia hamata Lindau ex Engl.
- Thunbergia hastata Decne.
- Thunbergia hebecocca Bremek.
- Thunbergia hederifolia Bremek.
- Thunbergia heterochondros (Mildbr.) Vollesen
- Thunbergia hirsuta T.Anderson
- Thunbergia hispida Solms
- Thunbergia holstii Lindau
- Thunbergia hossei C.B.Clarke
- Thunbergia huillensis S.Moore
- Thunbergia hyalina S.Moore
- Thunbergia ilocana Bremek.
- Thunbergia impatienoides Suwanph. & S.Vajrodaya
- Thunbergia javanica C.F.Gaertn
- Thunbergia jayii S.Moore
- Thunbergia kangeanensis Bremek.
- Thunbergia kasajuana Bh.Adhikari & J.R.I.Wood
- Thunbergia kirkiana T.Anderson
- Thunbergia kirkii Hook.f.
- Thunbergia laborans Burkill
- Thunbergia laevis Wall. ex Nees
- Thunbergia lamellata Hiern
- Thunbergia lancifolia T.Anderson
- Thunbergia lathyroides Burkill
- Thunbergia laurifolia Lindl.
- Thunbergia leucorhiza Benoist
- Thunbergia liebrechtsiana De Wild. & T.Durand
- Thunbergia longifolia Lindau
- Thunbergia lutea T.Anderson
- Thunbergia macalensis Bremek.
- Thunbergia malangana Lindau
- Thunbergia masisiensis De Wild.
- Thunbergia mauginii Fiori
- Thunbergia mechowii Lindau
- Thunbergia microchlamys S.Moore
- Thunbergia mildbraediana Lebrun & L.Touss.
- Thunbergia minziroensis Vollesen
- Thunbergia mufindiensis Vollesen
- Thunbergia mysorensis (Wight) T.Anderson
- Thunbergia napperae Mwachala, Malombe & Vollesen
- Thunbergia natalensis Hook.
- Thunbergia neglecta Sond.
- Thunbergia nepalensis Bh.Adhikari & J.R.I.Wood
- Thunbergia nivea Craib
- Thunbergia oblongifolia Oliv.
- Thunbergia oubanguiensis Benoist
- Thunbergia palawanensis Bremek.
- Thunbergia papilionacea W.W.Sm.
- Thunbergia papuana Bremek.
- Thunbergia parviflora Bremek.
- Thunbergia parvifolia Lindau
- Thunbergia paulitschkeana Beck
- Thunbergia petersiana Lindau
- Thunbergia pleistodonta Bremek.
- Thunbergia pondoensis Lindau
- Thunbergia purpurata Harv. ex C.B.Clarke
- Thunbergia pynaertii De Wild.
- Thunbergia quadrialata Lindau
- Thunbergia quadricostata Bremek.
- Thunbergia racemosa Vollesen
- Thunbergia recasa S.Moore
- Thunbergia reniformis Vollesen
- Thunbergia retefolia S.Moore
- Thunbergia reticulata Hochst. ex Nees
- Thunbergia richardsiae Vollesen
- Thunbergia ridleyi Bremek.
- Thunbergia rogersii Turrill
- Thunbergia rufescens Lindau
- Thunbergia ruspolii Lindau
- Thunbergia schimbensis S.Moore
- Thunbergia schliebenii Vollesen
- Thunbergia schweinfurthii S.Moore
- Thunbergia serpens Vollesen
- Thunbergia sessilis Lindau
- Thunbergia siantanensis Bremek.
- Thunbergia similis Craib
- Thunbergia smilacifolia Kurz
- Thunbergia stellarioides Burkill
- Thunbergia stelligera Lindau
- Thunbergia stenochlamys Bremek.
- Thunbergia subalata Lindau
- Thunbergia subcordatifolia De Wild.
- Thunbergia thespesiifolia Bremek.
- Thunbergia togoensis Lindau
- Thunbergia tomentosa Wall. ex Nees
- Thunbergia trachychlamys Bremek.
- Thunbergia trichocarpa Bremek.
- Thunbergia tsavoensis Vollesen
- Thunbergia usambarica Lindau
- Thunbergia venosa C.B.Clarke
- Thunbergia verdcourtii Vollesen
- Thunbergia vogeliana Benth.
- Thunbergia vossiana De Wild.

## Usi
È stata diffusa dall'uomo in paesi tropicali e sub-tropicali per il suo valore decorativo.
In Kenya è utilizzata come foraggio per l'allevamento e le foglie vengono mangiate dagli uomini come verdura. In India e Malaysia le foglie vengono applicate alle tempie per guarire il mal di testa. In Tanzania alcune gocce di linfa vengono applicate agli occhi in caso di infiammazione (probabilmente congiuntivite). La linfa di altre specie viene bevuta come rimedio per la costipazione e in casi di cancro del colon.
I frutti assomigliano a delle piccole zucche e vengono quindi usati dai bimbi kenioti per giocare.